# Trypanosoma dohrni
Trypanosoma dohrni is een soort in de taxonomische indeling van de Euglenozoa. Deze micro-organismen zijn eencellig en meestal rond de 15-40 mm groot. Het organisme komt uit het geslacht Trypanosoma en behoort tot de familie Trypanosomatidae. Trypanosoma dohrni werd in 1911 ontdekt door Yakimov.